# Гришукевич, Леонид Иванович
Леони́д Ива́нович Гришуке́вич (родился 30 марта 1978 в Минске) — белорусский хоккеист, вратарь; тренер. Мастер спорта Республики Беларусь международного класса.

## Биография

### Клубная карьера
Всю свою карьеру провёл в чемпионате Белоруссии: выступал за минские клубы «Юность-Минск» и «Керамин», команду «Могилёв» (ранее «Химволокно») и жлобинский «Металлург». Дважды отклонял предложения от клубов Американской хоккейной лиги.

### Карьера в сборной
В составе сборной Белоруссии сыграл 22 матча и пропустил 52 шайбы. Участник зимних Олимпийских игр 1998 года, чемпионатов мира 2002 и 2003 годов (был заявлен на чемпионаты мира, но не сыграл ни одного матча там). В составе молодёжной сборной играл в группе C чемпионатов мира 1996 и 1997 годов.

## Достижения
- Чемпион ВЕХЛ (2003)
- Чемпионат Белоруссии:
  - Чемпион: 2002, 2004, 2012
  - Серебряный призёр: 1999, 2000, 2003
  - Бронзовый призёр: 2005, 2011
- Кубок Белоруссии:
  - Победитель: 2002, 2004, 2011
  - Финалист: 2010